# Louise (ópera)
Louise (título original en francés; en español, Luisa) es una ópera en cuatro actos con música y libreto en francés de Gustave Charpentier. Se ha indicado la posibilidad de que contribuyera al libreto el poeta Saint-Pol-Roux, un poeta simbolista e inspiración de los surrealistas. Se estrenó el 2 de febrero de 1900 en la Opéra-Comique.
La ópera intenta representar la vida de la clase trabajadora parisina, y a veces se la considera un temprano ejemplo francés de ópera verista. La verdadera estrella es la propia ciudad, en este trabajo tan atmosférico - invocado en varios puntos durante la ópera. Narra la historia del desgraciado amor entre Louise, una costurera que vive con sus padres en París, y Julien, un joven artista. Es la historia del deseo de una joven muchacha por la libertad (relacionada en su mente con su amor y la ciudad de París). 
Charpentier más tarde escribió una secuela a Louise, la ópera Julien, que describe las aspiraciones artísticas del pretendiente de Louise.

## Historia
Llamada "novela musical" por su carácter narrativo, es la auténtica obra maestra de su autor, y única que entró a formar parte del repertorio. Louise se estrenó el 2 de febrero de 1900 en la Opéra-Comique dirigida por André Messager en una producción de Albert Carré. Tuvo bastante éxito, alcanzando su representación número 100 justo un año después; la representación n.º 500 de la Opéra-Comique tuvo lugar el 17 de enero de 1921, y a principios de los años cincuenta había alcanzado más de 950 representaciones. La ópera ayudó a lanzar la carrera de la soprano escocesa Mary Garden, que asumió el rol titular a partir del Acto III en la octava representación.
El 30 de abril de 1900 el director de la Opéra-Comique Albert Carré entregó 400 asientos a las modistillas de París. El éxito en París llevó a producciones en Argel, Bruselas, Budapest y Milán en 1901 y en Berlín, Praga, Viena, Ginebra y Estocolmo en 1902, seguida por otras ciudades. Se vio por vez primera en la ciudad de Nueva York en la Manhattan Opera House en 1908, Louise se estrenó por la Metropolitan Opera el 15 de enero de 1921 (con Geraldine Farrar en el rol titular). Fue repuesta en el Met en una nueva producción en 1930, retransmitida dos veces (en 1939 y 1948), después de 1949 desapareció del repertorio del Met.
Se hizo una película sobre esta ópera, en 1939, con Grace Moore en el papel titular. La reposición de Louise en la Opéra-Comique el 28 de febrero de 1950, con escenario según maquetas de Utrillo y Géori Boué en el rol titular, celebraron el 50.º aniversario de su creación y el 90.º cumpleaños del compositor. Aunque se esperaba que Charpentier pudiera dirigir la representación, al final André Cluytens lo hizo, pero con el compositor dirigiendo el "Chant de l’apothéose" después del Acto III.
Hay varias grabaciones de la ópera, y hoy en día se sigue representando ocasionalmente. En las estadísticas de Operabase aparece la n.º 331 de las óperas representadas en 2005-2010, siendo la 42.ª en Francia y la primera de G. Charpentier, con 6 representaciones en el período. Louise fue representada por la Ópera Nacional Inglesa en 1981, y más recientemente, en la Ópera de París (2008), Duisburg (2008), el Festival de Spoleto (2009), la Ópera Nacional del Rin en Estrasburgo y Mulhouse (2009), y Düsseldorf (2010). El aria del Acto III "Depuis le jour" es una pieza interpretada con frecuencia en los recitales que a menudo se ha grabado.

## Personajes
Llega a los 35 personajes, siendo una de las óperas del repertorio que más intérpretes necesita, y que menos permite un lucimiento individual salvo el aria ya mencionada. No obstante, pueden distinguirse, como personajes principales a Julien, Louise, los padres de la muchacha y el noctámbulo.
| Personaje                          | Tesitura     | Elenco del estreno, 2 de febrero de 1900 (Director: André Messager) |
| ---------------------------------- | ------------ | ------------------------------------------------------------------- |
| Julien                             | tenor        | Adolphe Maréchal                                                    |
| Louise                             | soprano      | Marthe Rioton                                                       |
| Madre                              | mezzosoprano | Blanche Deschamps-Jéhin                                             |
| Padre                              | barítono     | Lucien Fugère                                                       |
| El noctámbulo                      | tenor        | Ernest Carbonne                                                     |
| Irma                               | soprano      | Jeanne-Louise Tiphaine                                              |
| Camille                            | soprano      | Marie de l’Isle                                                     |
| Gertrude                           | soprano      | Delorne                                                             |
| Elise                              | soprano      | de Craponne                                                         |
| Gavroche                           | soprano      | de Craponne                                                         |
| Première                           | soprano      | del Bernardi                                                        |
| Apprentie                          | soprano      | Vilma                                                               |
| Chiffonière                        | soprano      | Micaely                                                             |
| Blanche                            | soprano      | Sirbain                                                             |
| Suzanne                            | mezzosoprano | Stéphane                                                            |
| Laitière                           | soprano      | Claire Perret                                                       |
| Madeleine                          | soprano      | de Rouget                                                           |
| Balayeuse                          | mezzosoprano | Esther Chevalier                                                    |
| Plieuse                            | soprano      | Argens                                                              |
| Glaneuse                           | soprano      | Pauline Vaillant                                                    |
| Marguerite                         | soprano      | Fouqué                                                              |
| Chiffonnier                        | bajo         | Félix Vieuille                                                      |
| Bricoleur                          | bajo         | Léon Rothier                                                        |
| Primer filósofo                    | tenor        | Danges                                                              |
| Segundo filósofo                   | barítono     | Viaud                                                               |
| Chansonnier                        | barítono     | Dufour                                                              |
| Escultor                           | bajo         | Gustave Huberdeau                                                   |
| Estudiante                         | tenor        | Leo Devaux                                                          |
| Poeta                              | tenor        | Rappaport                                                           |
| Pintor                             | barítono     | Louis Viannenc                                                      |
| Bohème                             | bajo         | Hippolyte Belhomme                                                  |
| Chant’habits                       | tenor        | Clasens                                                             |
| Primer guarda                      | barítono     | Étienne Troy                                                        |
| Segundo guarda                     | bajo         | Michaud                                                             |
| Apprenti                           | niño soprano | petit Georges                                                       |
| Danseuse                           | -            | Éden Santori                                                        |
| Trabajadores y residentes de París |              |                                                                     |

## Argumento
Acto I (Casa parisina de los padres de Louise)
Louise se ha enamorado de su vecino Julien. Al principio de la ópera, recuerdan cómo se conocieron. La madre de Louise los interrumpe y expresa su desaprobación por Julien. El agotado padre llega de trabajar y su esposa e hija le ruegan que abandone ese trabajo tan exigente. Sin embargo, él cree que es su responsabilidad mantener a la familia. En la cena, lee una carta que Julien dejó proponiendo casarse con Louise. A él le resulta indiferente, pero la madre lo rechaza y cuando Louise defiende a Julien, la madre le da un tortazo. El pacífico padre pide a su hija que se siente a leer el periódico con él. Mientras lee sobre la primavera en París, rompe a llorar.
Acto II
Escena I. (Una calle de París) Un preludio sugiere el amanecer en París. Se alza el telón para mostrar una escena agitada en la que todo el mundo sigue sus rutinas diarias y hablan de la vida en general. El Noctámbulo entre y se llama a sí mismo el espíritu del Placer de París, y luego se va con la hija de un ropavejero. Aparece Julien con un grupo de amigos, bohemios como él, para enseñarles donde trabaja Louise. Les dice que si sus padres no la dejan casarse con él, la raptará. Julien canta a la mezcla de sonidos que lo rodean, diciendo que es la voz del propio París. Louise y su madre llegan al taller de costura donde trabaja Louise, pues su madre la lleva a trabajar todos los días. Cuando la madre se va, Julien regresa. Louise le dice que le quiere, pero que ama demasiado a sus padres para abandonarlos. Intenta persuadirla de que se escape con él y al final está de acuerdo en hacerlo pronto. 
Escena II. (Dentro del lugar de trabajo de Louise) Las costureras bromean con Louise, por estar enamorada. Se oye fuera una banda y Julien canta una serenata. Las chicas le admiran por su aspecto y su voz. Louise sigilosamente se va, para huir con Julien.
Acto III (Una casita cerca de París)
El acto se abre con el aria más conocida, "Depuis le jour"; los amantes se han trasladado a un casita desde la que se ve París y en el aria ella canta la felicidad que le trae su nueva existencia y su amante. Luego cantan un largo dúo de amor que se tienen y el que dedican a París. Entran muchos bohemios y coronan a Louise como la Reina de Montmartre. El Noctámbulo preside como el Rey de los Tontos. Aparece la madre de Louise y acaba la fiesta. Le habla a Louise de la enfermedad de su padre y que él va a la habitación de Louise en mitad de la noche, aunque han acordado tenerla por muerta. Incluso Julien se conmueve, y deja que Louise le deje con la promesa de que regresará cuando lo desee.
Acto IV (La casa parisina de los padres de Louise)
El padre ha recuperado su salud. De nuevo trabaja, pero ha acabado aceptando filosóficamente la pobreza. Su recuperación puede atribuirse al regreso de Louise, a quien toma en sus brazos y canta una nana. No consigue animarla, pues ella añora a Julien. Se oye un alegre vals fuera, y ella canta alocadamente, al amor y la libertad. Sus padres quedan sorprendidos, y el padre se va enfadando por momentos. Le grita a Louise y le pide que se vaya; si eso es lo que ella quiere, que se vaya a danzar y reír. Él empieza a atacarla, pero la madre se interpone. Louise se marcha corriendo de la habitación y regresa junto a Julien. Solo entonces se da cuenta el padre de lo que ha hecho. La llama: "¡Louise, Louise!". Ella se ha ido y, desesperado, él muestra el puño a la ciudad que le ha robado a su hija: "¡París!", dice, y así acaba la ópera.

## Arias destacadas
- "Depuis le jour" (Louise)
- "Nana" (Padre)

## Película
Una versión recortada de Louise, se hizo película en 1939, bajo la supervisión del compositor. Esto incluía diálogo hablado. El director fue Abel Gance. Louise fue interpretada por Grace Moore, Julien por Georges Thill, y el padre por André Pernet.

## Grabaciones
| Año  | Elenco (Louise, Padre, Irma, Julien, Madre, el Noctámbulo)                       | Director, Teatro y orquesta                                                                     | Sello discográfico                                          |
| ---- | -------------------------------------------------------------------------------- | ----------------------------------------------------------------------------------------------- | ----------------------------------------------------------- |
| 1935 | Ninon Vallin, André Pernet, Christiane Gaudel, Georges Thill, Aimée Lecouvreur   | Eugène Bigot, French Columbia                                                                   | Nimbus 1528320, Naxos8.110225 (abreviada por el compositor) |
| 1956 | Berthe Monmart, Louis Musy, André Laroze, Solange Michel                         | Jean Fournet, Coro y Orquesta del Teatro Nacional de la Opéra-Comique                           | PHILIPS 442 082-2                                           |
| 1976 | Ileana Cotrubas, Gabriel Bacquier, Plácido Domingo, Jane Berbié, Michel Sénéchal | Georges Prêtre, Orquesta New Philharmonia, Coro Ambrosiano                                      | CBS 79302; CD (1990): Sony S3K 46429 (OCLC 610468156).      |
| 1978 | Beverly Sills, José Van Dam, Nicolai Gedda, Mignon Dunn, Martyn Hill             | Julius Rudel, Coro y Orquesta de la Ópera Nacional de Francia, Coro de niños de la Resurrección | LP: Angel (SQ) 5CLX3846.                                    |